# Voivodati della Polonia

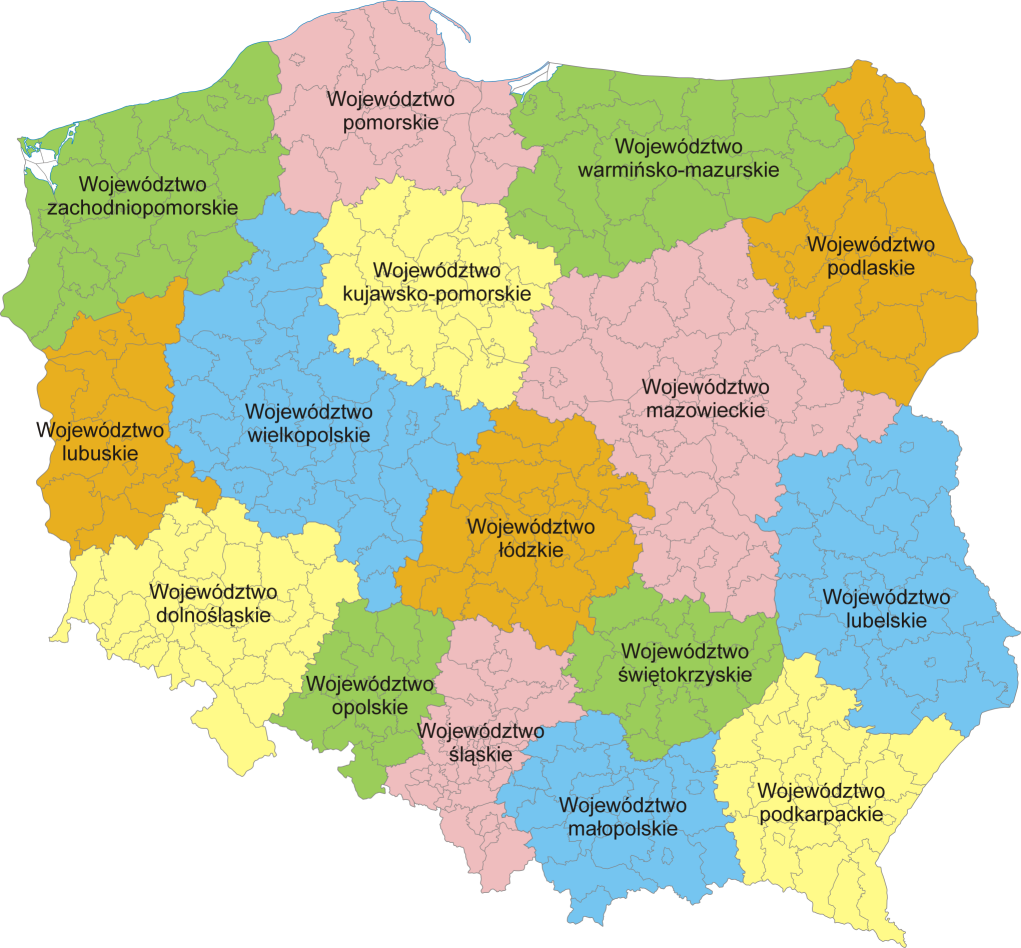
Voivodati della Polonia

I voivodati della Polonia (in polacco: województwa, singolare województwo) costituiscono la suddivisione territoriale di primo livello (NUTS-1) del Paese e che dal 1999 anche un'unità autonoma di governo.

## Storia e istituzioni
I voivodati della Polonia sono 16, e si suddividono a loro volta in distretti (powiat) e questi in comuni (gmina). I primi voivodati furono istituiti nel XIV secolo. 
In origine erano assemblee militari indipendenti in aree specifiche della Polonia, gestite da voivodi nominati dal sovrano. Il loro numero è variato nel tempo. In epoca recente si è passati dai 49 voivodati, istituiti nel 1975, ai 16 a seguito della riforma amministrativa del 1999. 
L'organo legislativo del voivodato è il sejmik, un'assemblea elettiva con un mandato di quattro anni. Il potere legislativo è condiviso da un esecutivo (zarząd województwa) presieduto dal marszałek województwa eletto dall'assemblea, e dal voivoda, incaricato dal governo centrale.

## Lista
| Mappa | Stemma | Sigla | Voivodato                                                              | Capoluogo                         | Popolazione (2011) | Superficie (km²) |
| ----- | ------ | ----- | ---------------------------------------------------------------------- | --------------------------------- | ------------------ | ---------------- |
|       |        | DS    | Voivodato della Bassa Slesia (Województwo Dolnośląskie)                | Breslavia (Wrocław)               | 2 916 577          | 19 947,76        |
|       |        | KP    | Voivodato della Cuiavia-Pomerania (Województwo Kujawsko-Pomorskie)     | Bydgoszcz/ Toruń                  | 2 098 370          | 17 969,72        |
|       |        | WP    | Voivodato della Grande Polonia (Województwo Wielkopolskie)             | Poznań                            | 3 455 477          | 29 825,59        |
|       |        | LD    | Voivodato di Łódź (Województwo Łódzkie)                                | Łódź                              | 2 533 681          | 18 219,11        |
|       |        | LU    | Voivodato di Lublino (Województwo Lubelskie)                           | Lublino (Lublin)                  | 2 171 857          | 25 114,48        |
|       |        | LB    | Voivodato di Lubusz (Województwo Lubuskie)                             | Gorzów Wielkopolski/ Zielona Góra | 1 023 158          | 13 984,44        |
|       |        | MZ    | Voivodato della Masovia (Województwo Mazowieckie)                      | Varsavia (Warszawa)               | 5 285 604          | 35 597,80        |
|       |        | OP    | Voivodato di Opole (Województwo Opolskie)                              | Opole                             | 1 013 950          | 9 412,47         |
|       |        | MA    | Voivodato della Piccola Polonia (Województwo Małopolskie)              | Cracovia (Kraków)                 | 3 346 796          | 15 144,10        |
|       |        | PD    | Voivodato della Podlachia (Województwo Podlaskie)                      | Białystok                         | 1 200 982          | 20 179,58        |
|       |        | PM    | Voivodato della Pomerania (Województwo Pomorskie)                      | Danzica (Gdańsk)                  | 2 283 500          | 18 292,88        |
|       |        | ZP    | Voivodato della Pomerania Occidentale (Województwo Zachodniopomorskie) | Stettino (Szczecin)               | 1 722 739          | 22 901,48        |
|       |        | PK    | Voivodato della Precarpazia (Województwo Podkarpackie)                 | Rzeszów                           | 2 128 687          | 17 926,28        |
|       |        | SK    | Voivodato della Santacroce (Województwo Świętokrzyskie)                | Kielce                            | 1 278 116          | 11 672,34        |
|       |        | SL    | Voivodato della Slesia (Województwo Śląskie)                           | Katowice                          | 4 626 357          | 12 294,04        |
|       |        | WN    | Voivodato della Varmia-Masuria (Województwo Warmińsko-Mazurskie)       | Olsztyn                           | 1 452 596          | 24 202,95        |